# هلموت اشنایدر
هلموت اشنایدر (آلمانی: Helmuth Schneider؛ ۱۸ دسامبر ۱۹۲۰ – ۱۷ مارس ۱۹۷۲) یک هنرپیشه اهل آلمان بود.
از فیلم‌ها یا برنامه‌های تلویزیونی که وی در آن نقش داشته است می‌توان به روز پنجم صلح ، داستان یوسف و برادرانش، آخرین موهیکان و حمله سری اشاره کرد.